# Tereru
Tereru (även Neferkara Tereru) var en farao i Egyptens åttonde dynasti under första mellantiden. I Abydoslistan står både Neferkara som troligen var regentnamnet och Tereru som troligen var födelsenamnet skrivet tillsammans i en kartusch. Det finns inga andra kända uppgifter om denne kung.